# Mislina
Mislina falu Horvátországban, Dubrovnik-Neretva megyében. Közigazgatásilag Zažablje községhez tartozik.

## Fekvése
Makarskától légvonalban 58, közúton 89 km-re délkeletre, Pločétől légvonalban 16, közúton 37 km-re délkeletre, községközpontjától 1 km-re délre, a hercegovinai határ közelében, a Mislina-patak partján fekszik. Határának keleti része hegyes, nyugati része sík, mocsaras. A falu belterülete e két rész határán fekvő keskeny, megművelhető területen fekszik.

## Története
A település magasabban fekvő területei már ősidők óta lakottak voltak, melyet az itt található illír halomsírok is bizonyítanak. A római uralom idején az 1. században a község területén kisebb települések voltak. A délre fekvő Kuti-tóból a római korból származó régészeti leletek kerültek elő. A horvátok ősei a 7. – 8. században foglalták el ezt a területet. Az ő középkori jelenlétükről néhány fennmaradt sírkő tanúskodik. Ilyen 14. – 15. századi sírkövek találhatók a szomszédos Badžula és Vidonje területén is. A község területét már 1482 előtt elfoglalta a török és egészen 1694-ig török uralom alatt állt. A török uralom idején is folyamatosan éltek itt horvátok, melyet a közeli vidonjai Keresztelő Szent János templom 1616-ban történt felépítése is bizonyít.
A török alóli felszabadítás után 1694-től két hullámban a szomszédos Hercegovinából érkezett horvát ajkú lakosság telepedett itt le. Az első hullám közvetlenül 1694 után, a második nagyobb hullám az ún. kis háború (1714-1718) idején érkezett. Ekkor alakultak ki a község mai települései, melyek 1720-ig a slivno ravnoi plébániához tartoztak. Ekkor alapította meg Nikola Bijanković püspök az önálló vidonjai plébániát, melyhez Mislina is tartozott. A velencei uralomnak 1797-ben vége szakadt és osztrák csapatok vonultak be Dalmáciába. 1806-ban az osztrákokat legyőző franciák uralma alá került, de Napóleon lipcsei veresége után 1813-ban újra az osztrákoké lett. A településnek 1880-ban 37, 1910-ben 40 lakosa volt. 1918-ban az új szerb-horvát-szlovén állam, majd később Jugoszlávia része lett. A második világháború idején a Független Horvát Állam része volt.
A háború után a szocialista Jugoszlávia része lett. Megindult a mocsaras területek meliorációja, mely még ma sem fejeződött be teljesen. A nehéz életkörülmények a község falvainak fokozatos csökkenéséhez vezettek. Sokan vándoroltak ki a Neretva völgyébe, Metkovićra, de a világ számos részére is. 1992-ben megalakult Žažblje, az ország egyik legfiatalabb községe, melyhez Mislinát is hozzácsatolták. A településnek 2011-ben 50 lakosa volt, akik főként a mezőgazdaságból éltek.

## Népesség
| Lakosság változása | Lakosság változása | Lakosság változása | Lakosság változása | Lakosság változása | Lakosság változása | Lakosság változása | Lakosság változása | Lakosság változása | Lakosság változása | Lakosság változása | Lakosság változása | Lakosság változása | Lakosság változása | Lakosság változása | Lakosság változása |
| ------------------ | ------------------ | ------------------ | ------------------ | ------------------ | ------------------ | ------------------ | ------------------ | ------------------ | ------------------ | ------------------ | ------------------ | ------------------ | ------------------ | ------------------ | ------------------ |
| 1857               | 1869               | 1880               | 1890               | 1900               | 1910               | 1921               | 1931               | 1948               | 1953               | 1961               | 1971               | 1981               | 1991               | 2001               | 2011               |
| 0                  | 0                  | 37                 | 10                 | 16                 | 40                 | 0                  | 0                  | 121                | 221                | 193                | 150                | 154                | 83                 | 67                 | 50                 |

(1880-ban és 1910-ben településrészként. 1857-ben, 1869-ben és 1921-ben lakosságát Vidonjéhoz számították.)

## Nevezetességei
- A Gyógyító Boldogasszony tiszteletére szentelt útikápolnáját 1938-ban építették.
- A falu területének keleti, hegyes részén hat történelem előtti halomsír található. Nem lehet pontosan megmondani, hogy valamennyi az illírek korából származik-e, esetleg van közöttük még régebbi, bronzkori eredetű is.

## Gazdaság
A gazdasági élet alapja a mezőgazdaság, de a község területének ma is csak kisebb része művelhető terület. A II. világháborút követően végzett vízrendezési munkák folyamán a mocsártól újabb területeket hódítottak el és vettek művelés alá.